# Нова Ириансья
Нова Ириансья (индон. Nova Iriansyah; род. 22 ноября 1963, Банда-Ачех) — индонезийский государственный и политический деятель. Работал губернатором провинции Ачех с 2020 по 2022 год, при этом исполнял обязанности губернатора с 2018 года. Работал вице-губернатором Ачеха в 2017—2018 годах и в Совете народных представителей Индонезии с 2009 по 2014 год.

## Биография
Родился в Банда-Ачехе 22 ноября 1963 года. Пошёл в школу в Банда-Ачехе, но затем его семья на время переехала в Такенгон. Во время учебы в начальной школе в Такенгоне был исключен и ему пришлось перейти в другую школу. Его учеба в средней и старшей школе проходила в Банда-Ачехе. Затем изучал архитектуру, получив степень бакалавра в Технологическом институте Сепулу-Нопембер в Сурабае в 1988 году, а затем получив степень магистра в Технологическом институте Бандунга в 1998 году.
После получения высшего образования преподавал архитектуру в Университете Сия-Куала в Банда-Ачеха и был заведующим кафедрой в период с 2004 по 2006 год, пока не уволился, чтобы заняться политической деятельностью, поскольку был избран региональным председателем «Демократической партии». На момент увольнения преподавал архитектуру в течение 19 лет. Помимо чтения лекций, также организовал консалтинговую компанию по архитектуре, чтобы иметь дополнительный заработок. В период с 2004 по 2008 год возглавил региональное отделение Института развития строительных услуг, которое руководило строительными компаниями и подрядчиками в период восстановления после землетрясение в Индийском океане в 2004 году.
После подведения итогов выборов в законодательные органы власти в 2009 году был избран членом Совета народных представителей от «Демократической партии», представляя 1-й избирательный округ Ачеха. В 2012 году баллотировался вместе с Мухаммедом Назаром на выборах губернатора Ачеха, но не был избран. В 2017 году снова баллотировался на губернаторских выборах в провинции Ачех и был избран вице-губернатором. В 2018 году губернатор Ачеха Ирванди Юсуф был уличен в коррупции и его отстранили от должности. 9 июля 2018 года Нова Ириансья был назначен исполняющим обязанности губернатора, а 5 ноября 2020 года официально вступил в должность губернатора.